# Сігел (Іллінойс)
Сігел (англ. Sigel) — місто (англ. town) в США, в окрузі Шелбі штату Іллінойс. Населення — 329 осіб (2020).

## Географія
Сігел розташований за координатами 39°13′32″ пн. ш. 88°29′41″ зх. д. / 39.22556° пн. ш. 88.49472° зх. д. (39.225473, -88.494659).  За даними Бюро перепису населення США в 2010 році місто мало площу 0,74 км², з яких 0,73 км² — суходіл та 0,02 км² — водойми.

## Демографія
Згідно з переписом 2010 року, у місті мешкали 373 особи в 135 домогосподарствах у складі 104 родин. Густота населення становила 501 особа/км².  Було 146 помешкань (196/км²).
Расовий склад населення:
| - 97,6 % — білих - 1,3 % — чорних або афроамериканців - 0,5 % — корінних американців - 0,3 % — азіатів |

До двох чи більше рас належало 0,3 %. Частка іспаномовних становила 0,8 % від усіх жителів.
За віковим діапазоном населення розподілялося таким чином: 25,2 % — особи молодші 18 років, 59,8 % — особи у віці 18—64 років, 15,0 % — особи у віці 65 років та старші. Медіана віку мешканця становила 36,2 року. На 100 осіб жіночої статі у місті припадало 110,7 чоловіків;  на 100 жінок у віці від 18 років та старших — 108,2 чоловіків також старших 18 років.
Середній дохід на одне домашнє господарство  становив 58 177 доларів США (медіана — 52 500), а середній дохід на одну сім'ю — 68 123 долари (медіана — 70 208). Медіана доходів становила 45 556 доларів для чоловіків та 24 464 долари для жінок. За межею бідності перебувало 10,9 % осіб, у тому числі 15,5 % дітей у віці до 18 років та 6,6 % осіб у віці 65 років та старших.
Цивільне працевлаштоване населення становило 190 осіб. Основні галузі зайнятості: роздрібна торгівля — 19,5 %, мистецтво, розваги та відпочинок — 16,8 %, освіта, охорона здоров'я та соціальна допомога — 14,7 %.